# Perikles (Shakespeare)

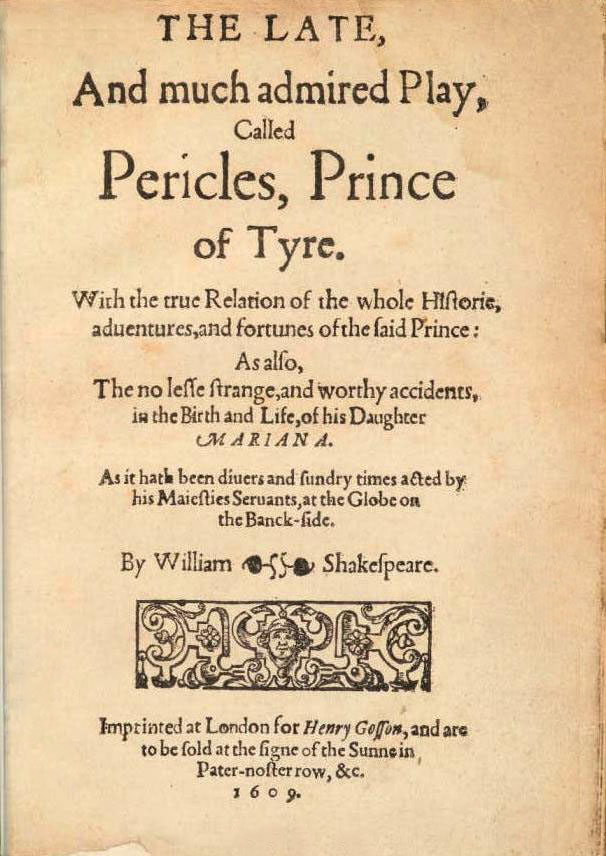
Titulní strana vydání z roku 1609

Perikles nebo také Perikles, kníže Tyrský je divadelní hra alespoň zčásti napsaná Williamem Shakespearem. Bývá zahrnuta v moderních edicích jeho her, i přes nevyjasněnou zřejmě napsal zhruba druhou polovinu hry. Hra byla zřejmě napsaná v roce 1607 nebo 1608 a jejím spoluautorem zřejmě byl hostinský, pamfletář a dramatik (zabývající se i kriminální činností) George Wilkins.

## Postavy
- Antiochus – král Antiochie
- Pericles – kníže Tyrský
- Helicanus a Eskanes – pánové z Tyru
- Kleon – guvernér Tarsu
- Lysimachus – guvernér Mytilén
- Cerimon – pán Efesu
- Dionýza – Kleonova žena
- Thaisa – Periklova žena
- Marina – Periklova dcera

## Děj

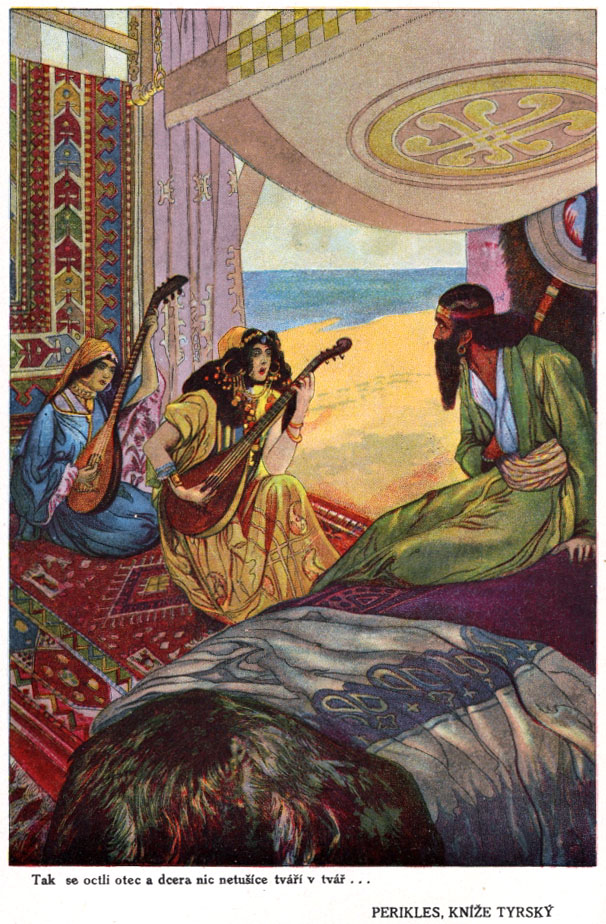
Ilustrace Artuše Scheinera k Shakespearově hře Periklés (Periklés, kníže tyrský)

Král Antiochie nabízí ruku své dcery těm, kdo vyluští jeho hádanku, ale ty, kdo ji neuhodnou, čeká smrt. Perikles, kníže z Tyru, hádanku slyší a rozumí. Antiochus udržuje incestní vztah se svou dcerou. Pokud Perikles odhalí pravdu, zemře, ale pokud dá špatnou odpověď, zemře také. Perikles naznačuje, že zná odpověď ale žádá o více času na přemýšlení. Král mu dá čtyřicet dní, pošle na něj ale vraha. Znechucený Perikles však z města utíká.
Perikles se vrací do Tyru, ale mu jeho přítel a rádce Helikanus mu radí, aby město opustil, protože král Antiochie ho jistě bude pronásledovat. Perikles stanoví Helikana regentem a plaví se do Tarsu, města trpícího hladomorem. Štědrý Perikles daruje guvernérovi města Kleonovi a jeho ženě zásoby ze své lodi, aby pomohl jejich lidu. Poté Perikles pokračuje v cestě.
Periklovu loď zničí bouře a on sám je vyplaven na březích Pentapolis. Je zachráněn skupinou rybářů, od kterých se dozvídá, že král Pentapolis Simodenes pořádá turnaj o ruku své dcery Thaisy. Tento turnaj Perikles vyhraje a i přes počáteční pochyby krále Simodena získává ruku jeho dcery.
Perikles se rozhodne vrátit do Tyru s těhotnou Thaisou. Znovu ale přichází bouře. Zdá se, že Thaisa zemřela při porodu dcery Mariny. Námořníci trvají na tom, že Thaisino tělo svrhnou do moře, aby uklidnili bouři. Perikles neochotně dává svolení a kvůli bezpečí své dcery se rozhoduje, že zastaví v Tarsu. Thaisu moře vyplaví v Efesu a lékař ji nakonec dokáže zachránit. Thaisa má ovšem za to, že Perikles zemřel v bouři, a stává se kněžkou bohyně Diany. Perikles se mezitím vrací vládnout do Tyru a Marinu nechává v péči Kleona a Dionýzy.
Marina vyroste do větší krásy než vlastní dcera Kleona a Dionýzy, a tak se ji Dionýza rozhodne zabít. Dívku však dřív unesou piráti a prodají ji do nevěstince v Mytilénách. I tady se jí však daří zůstat pannou díky tomu, že muže dokáže přemlouvat. Z nevěstince ji tak raději propůjčí jako vychovatelku mladých dam a Marina začne být známá citem pro hudbu a další zábavy. Perikles se mezitím vrací do Tarsu pro svou dceru, ale guvernér a jeho žena mu tvrdí, že zemřela.
Perikla jeho putování přivede do Mytilén, kde k němu guvernér Lysimachus přivádí Marinu, aby ho svým uměním pobavila a zvedla mu náladu. Tito dva si vyprávějí své příběhy a objeví v sobě otce a dceru. Periklovi se ve snu zjeví bohyně Diana, která mu říká, aby přišel do jejího chrámu, kde najde svou ženu. Kleon a Dionýza jsou zabiti během revolty lidu. Lysimachus se ožení s Marinou.